# リンゲワール
リンゲワール（オランダ語: Lingewaal、オランダ語発音: [ˌlɪŋəˈʋaːl] ( 音声ファイル)）は、オランダのヘルダーラント州にかつて存在した基礎自治体（ヘメーンテ）。
2019年1月1日、ヘルダーマルセン (Geldermalsen) およびネーライネン (Neerijnen) と合併し、新たにウェスト・ベトゥウェというヘメーンテとなった。

## 地区
- アスペレン (Asperen)
- ヘルワイネン (Herwijnen)
- ヘーケルム (Heukelum)
- スパイク (Spijk)
- フーレン (Vuren)

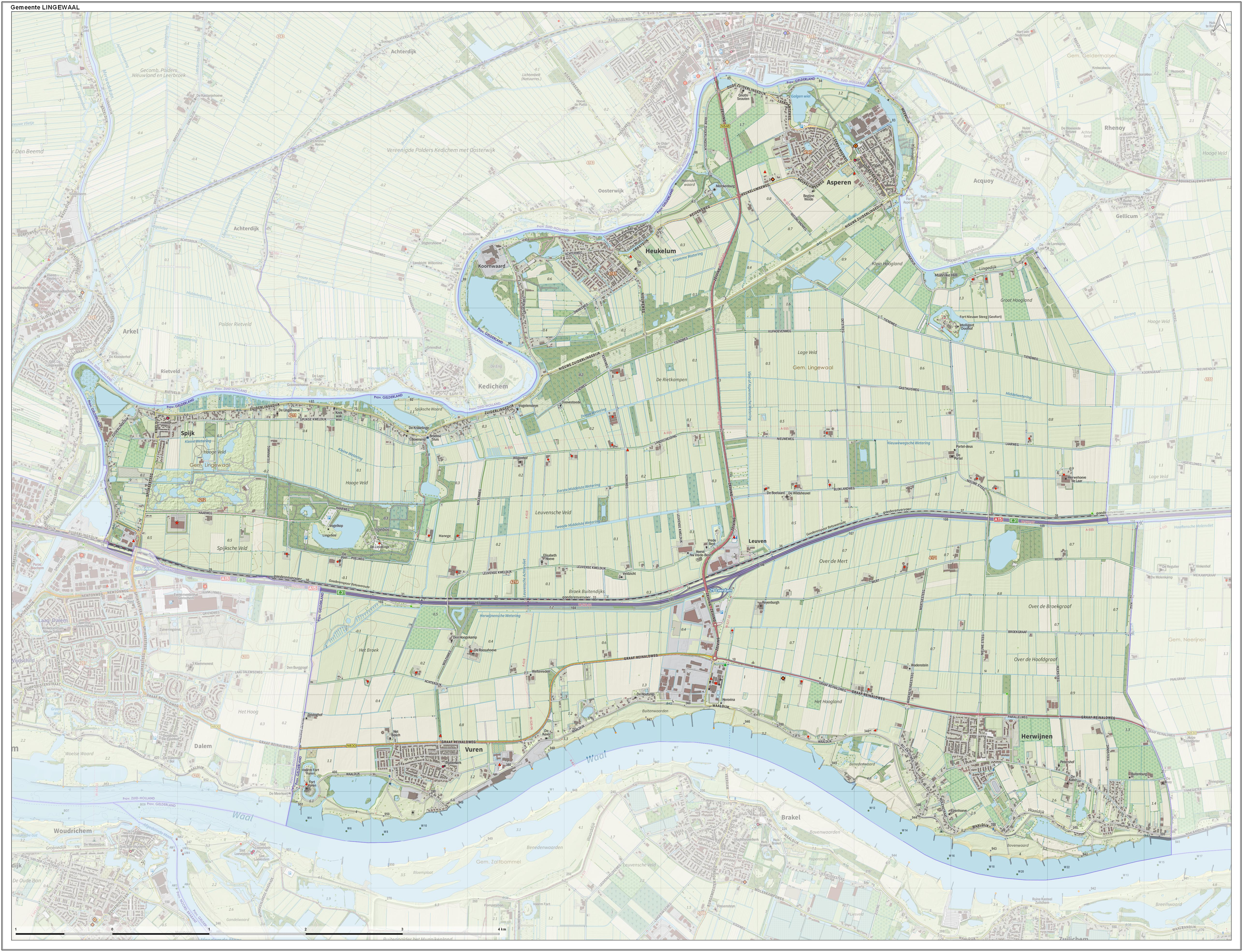
リンゲワール市の地形図（2015年6月時点）